# دار الحجر (المخادر)

تعديل مصدري - تعديل

دار الحجر محلة تابعة لقرية الوطئة، التابعة لعزلة السحول بمديرية المخادر إحدى مديريات محافظة إب في الجمهورية اليمنية، بلغ تعداد سكانها 50 حسب تعداد اليمن لعام 2004.